# Evermore (album)
Az Evermore (stilizálva: evermore) Taylor Swift amerikai énekesnő-dalszerző kilencedik stúdióalbuma, amely 2020. december 11-én jelent meg, a Republic Records kiadásában, kevesebb, mint öt hónappal a Folklore, nyolcadik lemeze megjelenése után. Az Evermore egy spontán terméke volt közreműködésének Aaron Dessnerrel, aki a Folklore-on is dolgozott. A lemezt Dessner Long Pond Studiójában vették fel, a Hudson-völgyben.
Swift az albumról azt nyilatkozta, hogy egy valóságtól menekülő, cottagecore-inspirálta lemez, aminek ötlete először a Folklore készítése és a Covid19-pandémia közben merült fel, testvéralbumoknak tekinti őket. Az Evermore stílusát tekintve alternatív rock, indie folk és kamarapop, amiknek alapjaként a gitárok, a komor zongorák, a bőségesen hallható vonós hangszerek és ritkán ütőhangszerek szolgálnak. Dalszerzési és történetmesélési technikáit tekintve leginkább impresszionista és mythopoeiát használ. Az albumról azt írták, hogy szerelem, házasság, hűtlenség és gyász „történeteinek versgyűjteménye,” az emberi érzések sokrétűségét felkutatva. A Bon Iver, a Haim és a The National a közreműködők a lemezen.
A lemezt méltatták a zenekritikusok, kiemelték jellemtanulmányait, a rajta végzett produceri munkát és Swift énekhangját. A legtöbb kritikában a Folklore második részének vagy párjának tekintették és sok magazin is az év egyik legjobb albumának nevezte. Jelölték az Év albuma díjra a 64. Grammy-gálán, azt követően, hogy egy évvel korábban megnyerte a kategóriát a Folklore-ral. Dessner és a Long Pond az Evermore kiadása óta mainstream sikereket értek el.
Az album Argentínában, Ausztráliában, Belgiumban, az Egyesült Államokban, az Egyesült Királyságban, Görögországban, Horvátországban, Kanadában, Portugáliában és Új-Zélandon is listavezető lett. A Republic Records az album megjelenése utáni első hétben azt jelentette, hogy több, mint egy millió példány kelt el a lemezből világszerte. Swift sorozatban nyolcadik Billboard 200-első helyezett albuma volt, négy hetet töltött a lista élén és rekordokat döntött Ausztráliában, az Egyesült Királyságban és az Egyesült Államokban. Az utóbbi országban a Willow, a No Body, No Crime, és a Coney Island is slágerlistákra kerültek. A Willow az énekes hetedik Billboard Hot 100-listavezetője volt és a második 2020-ban a Cardigan után, amivel az első előadó lett, aki kétszer is egyszerre a Hot 100 és a Billboard 200 első helyén debütált. Az Evermore 2021 legtöbb példányban elkelt alternatív és americana albuma volt az Egyesült Államokban és az Egyesült Királyságban is.

## Háttér
A Covid19-pandémia közben, 2020. július 23-án Taylor Swift bejelentette nyolcadik stúdióalbumát, ami egyben első meglepetés lemeze is volt, a Folklore-t, amely másnap jelent meg. Az albumon ő maga, Aaron Dessner, Jack Antonoff és párja Joe Alwyn végezték a produceri munkát, Antonoffal évek óta dolgozott együtt az énekes, míg ez volt az első alkalom, hogy Dessner közreműködött dalain. A lemezt zenekritikusok és a rajongók is jól fogadták, kereskedelmi sikernek örvendett, 2020 legtöbb példányban elkelt albuma volt és az Év albuma Grammy-díjat is elnyerte. 2020. november 25-én megjelent a Folklore: The Long Pond Studio Sessions koncert-dokumentumfilm, amit Dessner Long Pond stúdiójában vettek fel a Hudson-völgyben és a Disney+ szolgáltatón jelent meg. A Folklore készítéséről szólt, illetve az album dalait is előadta rajta Swift.
A Folklore kiadása után Swift továbbra is együtt dolgozott Dessnerrel, aki küldte neki a zenei alapokat, amikre az énekesnő megírta a dalszövegeket. Swift nyilatkozta, hogy a Folklore sikere nagy szerepet játszott abban, hogy zenei stílusával továbbra is kísérletezgessen. Nem sokkal a közös munka megkezdése után született meg egy projekt, ami a Folklore természetes folytatása volt és később az Evermore címet viselte. Dessner azt nyilatkozta a lemezről, hogy az Evermore a Folklore-nak köszönhető „furcsa lavina.” Elődjének készítésével ellentétben az Evermore születése sokkal több kísérletezést foglalt magába, ami közben a páros zeneileg egyáltalán nem korlátozta magát. Egy Zane Lowe-vel készített interjúban Swift azt mondta, hogy az Evermore egy „csöndes lezárás és furcsa békesség” érzését adta neki a Folklore kiadása után, amiket összekötött a két lemez témáival is – míg a Folklore fő tematikája problémamegoldás volt, az Evermore sokkal inkább valaminek a végeztével és az azt követő fájdalommal foglalkozik.
2020. december 10-én, három nappal 31. születésnapja előtt Swift megosztott kilenc fényképet Instagramon, amik együtt az énekes képét rakták ki, háttal állva a kamerának, befont hajjal, egy erdővel szemben. Egy másik közösségi médián megosztott posztban bejelentette kilencedik lemezét, az Evermore-t, ami még aznap éjfélkor megjelent. Bemutatta ezek mellett a számlistát is és bejelentette a videóklipet az album első számához, a Willowhoz, ami YouTube-on jelent meg a lemezzel egy időben. A Covid19-pandémia közben szükséges lezárásokra hivatkozva azt írta, hogy „Mindannyian annyira gondoskodók, támogatók és figyelmesek voltatok születésnapjaimon és úgy gondolom itt az idő, hogy én is adjak nektek valamit! Tudom, hogy az idei ünnepek legtöbbünknek magányosak lesznek és, ha van bárki is, aki hozzám hasonlóan a zenéhez fordul, hogy megbirkózzon szerettei hiányával, ez nektek szól.” A Willow videóklipjének megjelenése előtt Swift az Evermore-t az őszhöz és télhez hasonlította, míg elődjét a tavaszhoz és nyárhoz.

## Dalszerzés és felvételek
Elődjéhez hasonlóan az Evermore is virtuális kollaboráció szüleménye és titokban lett felvéve. Dessner minden egyes dal producere a Gold Rush kivételével, amelyen Swift és Antonoff dolgozott. A Cowboy like Me kivételével minden dalt a Long Pond Stúdióban vettek fel, ahol a Folklore: The Long Pond Studio Sessionst is forgatták.
A Folklore megjelenése után Swift megírt két dalt, a Closure-t és a Dorotheát, a Big Red Machine supergroupnak, ami Dessner és Justin Vernon, a Bon Iver frontemberének együttese. A dalok végül az Evermore-on kötöttek ki. A Folklore megünneplésére Dessner megírta a Westerly című instrumentális dalt, ami Swift Rhode Island-i otthonáról kapta nevét. Mindössze egy órával később Swift megírta a Willow dalszövegét a Westerly zenei alapjára és visszaküldte Dessnernek. Az Evermore című dalt Swift Joe Alwynnal (művésznevén: William Bowery) írta, majd elküldte Vernonnak, aki tovább dolgozott a számon. Dessner akkor vette észre, hogy a Folklore ellentétét készítik épen, mikor már hét dalt megírtak az albumra. A Tolerate Itet Dessner szerezte, majd elküldte Swiftnek, aki az elkészült dalszöveggel együtt küldte vissza neki a dalt. A producer azt nyilatkozta, hogy sírt, amikor először hallotta a szöveget.

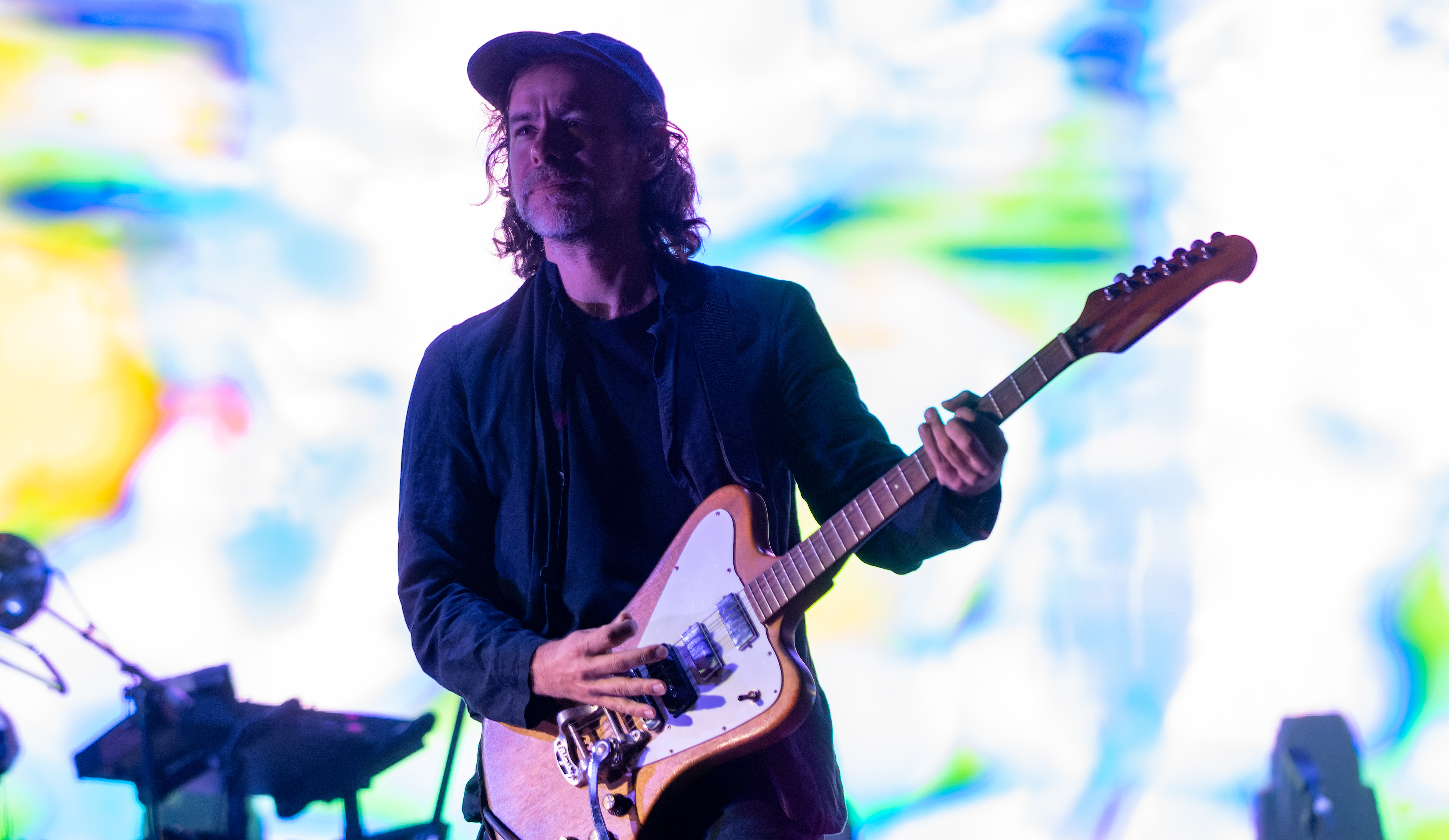
Aaron Dessner amerikai zenész kulcsfontosságú szerepet játszott az album elkészítésében

Swift a Long Pond Stúdióba utazott, hogy felvegye a Folklore: The Long Pond Studio Sessions dokumentumfilmet, majd mikor befejezték a felvételeket a stúdióban maradt az éjszaka során, hogy az albumon dolgozzanak Dessnerrel és Antonoffal. Másnap reggel megmutatta Dessnernek konyhájában a ’Tis the Damn Seasont, amit az este során írt meg. Dessner azt nyilatkozta, hogy a szám az egyik kedvence, amin dolgozott pályafutása során és akár maradhatott volna csak instrumentális dalként, de Swift „elképesztő történetmesélő és zenei képességének köszönhetően valami sokkal jobb lett.” A No Body, No Crime-ot Swift „megszállottsága” inspirálta a különböző „gyilkosságokról szóló podcastokkal és dokumentumfilmekkel.” A dalt egy gumihidas gitáron írta és Dessnernek egy hangüzenetként küldte el, aki megkezdte rajta az utómunkát. Swiftnek volt egy elképzelése, hogy hogy nézzen ki a dal a munkálatok végén, többek között szerette volna, hogy közreműködjön rajta a Haim amerikai pop-rock együttes, akik részeiket Ariel Rechtshaid Los Angeles-i otthonában vették fel. A dalon harmonikát Josh Kaufman játszott, aki a hangszerrel hallható a Bettyn is a Folklore-on. JT Bates a szám mellett a Dorotheán is dobolt.

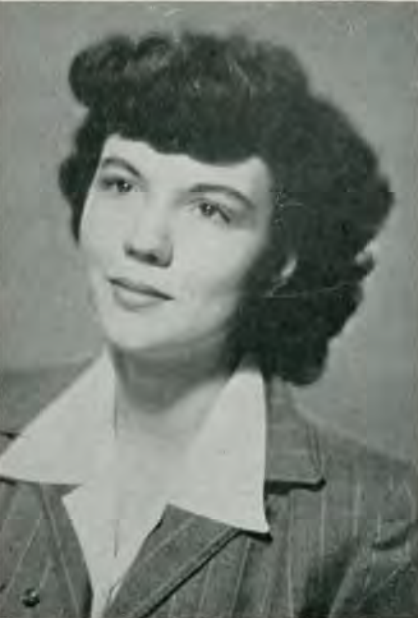
A Marjorie-t, az album tizenharmadik dalát, Marjorie Finlay (a képen 1949-ben) amerikai opera-énekesnő, Swift anyai ági nagyanyja tiszteletére írták, aki Swift zene iránti szeretetét inspirálta

Aaron Dessner és ikertestvére, Bryce Dessner is küldött Swiftnek zenei alapokat, amiket a The National indie rock együttesének írt. Az egyik ezek közül később a Coney Island lett. Swift és Alwyn írták a szöveget. A demófelvétel meghallgatása után a Dessner-testvérek úgy érezték, hogy a dalnak sok köze volt a The Nationalhöz és szerették volna, ha az együttes frontembere, Matt Berninger énekelte és Bryan Devendorf dobolta volna. Aaron Dessner felhívta Berningert, aki nagyon izgatott volt a lehetőség által. Az együttes összegyűlt, Devendorf dobolt, míg testvére, Scott Devendorf basszusgitáron és zsebzongorán játszott. Bryce Dessner segített a produceri munkában.
A Marjorie a Peace instrumentális előharangozója volt. A korábbi ritmikáját egy Allovers Hi-hat Generator segítségével készítették, ami szoftvert Ryan Olson producer hozott létre és a Big Red Machine gyakran használta. A hangszer fel tud használni bármilyen hangot és hangmintákra bontja őket, majd teljesen véletlenszerű alapon készít belőle egy alapot. Dessner meghallgatta az alapokat, kiválogatta kedvenc részleteit és azokat használta saját zenei alapja elkészítésére, amit aztán továbbküldött Switnek, aki megírta rá a Marjorie-t, amit anyai nagyanyja, Marjorie Finlay opera-énekesnő tiszteletére szerzett. Swift ezek mellett elküldött egy mappát is a producernek Finlay fellépéseiről, aki ezeket felhasználta a dalon. A Right Where You Left Me-t és a Happinesst pár nappal az album befejezése előtt írták meg, de Dessner a Happiness kompozícióján 2019 óta dolgozott, akkor még a Big Red Machine dalaként használta volna fel. Swiftnek nagyon tetszett a szám, így megírta rá a dalszöveget, a Right Where You Left Me-hez hasonlóan. Az Evermore felvételeinek utolsó hetei egy időben voltak a Fearless (Taylor’s Version) – Swift első újra felvett albuma – munkálataival, például a Happinesst és a You Belong with Me (Taylor’s Version)-t egy napon vette fel.
Vernon többet dolgozott az Evermore-on, mint a Folklore-on. Dobolt a Cowboy like Me és a Closure dalokon, gitározott és bendzsót játszott az Ivyn, illetve háttérénekesként szolgált a Marjorie-n. A Closure-ön Swift énekhangját átdolgozta a Messina szoftveren, ami az énekes lágy hangját egy szinte robot szerű morgássá alakította. A Cowboy like Me-t a Scarlet Pimpernel Stúdióban vették fel, az Egyesült Királyságban, aminek tulajdonosa Marcus Mumford, az angol Mumford & Sons folk-rock együttes énekese. Mumford hallható is a dalon. Az Ivyre Dessner felvett száncsengőket, hogy előhozza a télies hangulatot és érzelmeket, ami megegyezett annak szövegi képvilágával. Tudatosan készítette úgy az Evermore dalait, hogy azoknak legyen egy „télies nosztalgiája,” aminek ötletét Swifttől kapta. Dessner azt nyilatkozta, hogy az album 17 dalának keverése „herkulesi feladat” volt és, hogy Jon Low hangmérnök azt hitte nem fog elkészülni időben.

## Zene és szöveg
Az Evermore első kiadása egy óra hosszú, tizenöt dalból áll, míg a deluxe ehhez két extra számot ad. A Haim, a The National és a Bon Iver a közreműködők a No Body, No Crime, a Coney Island és az Evermore dalokon. Szakértők a Folklore folytatásának tekintik.

### Kompozíció
Stílusát tekintve az Evermore egy indie folk, folk-pop, alternatív rock és kamararock album, country elemekkel. Ugyan megtartja elődjének minimalista, lo-fi stílusát, sokkal inkább kísérletezéseken alapul és szabadabb. Az album fő jellemzője akusztikus hangszerhasználata és télies hangulata, hangszerelése minimalista, dallamvitelei lassúak, a rajta hallható elektromos gitárokhoz hasonlóan, a zongorajátéka finom és komor, a szintetizátorok bágyadtak és melegséget árasztanak, illetve hallható rajta mandolin, bendzsó, lüktető dobgépek, bőséges vonós hangszerek, kürtök, fuvolák és csellók is. Swift „mézédes” énekhangjához az alapot „fátyolos harmóniák” és „homályos atmoszféra” adja.
A Rolling Stone szerint az Evermore tovább mélyíti Swift goth-folk világképét. A Hits az album hangzási palettáját „nedves” és „hipnotikus” szavakkal jellemezte. A The Daily Telegraph szerkesztői szerint a dalokban semmi sürgősség nem lelhető fel, ezzel eltávolodva Swift korábbi, stadionokban előadható munkáitól. Az Esquire megjegyezte, hogy az Evermore sokkal inkább a hangzása részleteire koncentrál, nem refrénekre. Tom Hull zenekritikus véleménye szerint ugyan Swift továbbra is nagyon koncentrál produceri munka minden egyes részletére, az Evermore követi a Folklore-t abban, hogy elhagyja a „csicsás popot” az „egyszerű dalszerzés” érdekében, részben azért, mert a pandémia elmozdította Swift figyelmét az arénákról az otthonias környezetre. A Stereogum jellemzése szerint egy „finom, elgondolkodtató, tudatosan csendes” album, ami visszahozza a „régies énekes-dalszerzői zenét.” A Slate véleménye szerint az Evermore hangulata sokkal terjedelmesebb, sok szünettel, a Folklore „maximalista minimalizmusával” ellentétben.

### A szöveg témája
Az Evermore egy nagyon személyes lemez, aminek alapját egyes számú történetmesélés biztosítja, harmadik számú perspektívákból, jellemtanulmányokkal és mítoszteremtésekkel. Mélyebbre vándorol abba az elképzelt világba, amit Swift a Folklore-ral épített, a valóságot keverve fikcióval. Mindkét album fő koncepciója az eszképizmus, de a Folklore sokkal inkább önelemző és romantikus, míg az Evermore merészebb, gátlás nélküli, játékos és impresszionista, kielemezve Swift elképzeléseit a felnőtt szerelemről és fájdalomról. A dalok általánosságban tiltott szerelmekről, romantikus elhanyagoltságról, megbocsátásról, házasságról és hűtlenségről ruminál, különböző karakterek köré építve, mint meggyötört párok, eltávolodott barátok és bonyolult nők. Ezek mellett elemez ellenkező érzelmeket és lehetőségeket.
Testvéralbumához hasonlóan az Evermore szövegében is gyakran vannak hivatkozások a természetre és az égboltra, mint például a Hold, napfelkelte, üstökösök, a borostyánszínű ég, szakadékok, fűzfák, lóherék és borostyánok. Ezek mellett bőségesen megtalálható Swift megszokott szójátéka és kifejezés-használata. A Variety szerint a „melegség és a jeges hideg” megjelenése egy „visszatérő szöveg-motívum.” Az American Songwriter egyik szerzője azt írta, hogy Swift leginkább „rossz házasságokról” ír, ami szinte egy „boldogtalanul éltek, amíg meg nem haltak”-versgyűjteménnyé teszi az albumot. A Slate szintén versgyűjteménynek nevezte, kiemelve a váltást „önéletrajzi művektől olyan dalok felé, amik teljesen fikciók vagy valóságot nem teljesen tükröző szimbolizmusok.” A Stereogum ezt „megfigyeléses fikciónak” nevezte. A Pitchfork megjegyezte, hogy Swift továbbra is sokoldalú, kifejező énekes és „bőbeszédű” dalszerző, aki „fel tud nagyítani kis, szomorú pillanatokat.” Alyssa Barna zenetörténeti professzor azt mondta Swiftről, hogy egyszínű, statikus hangszínt használ, mind éneklése, mind az album hangszerelése során. A Spin kiemelte a bonyolult emberi érzelmeket, amiket az Evermore-on felkutat, „pontossággal és elsöprően.”

### Dalok
Az Evermore a Willow dallal nyit, ami egy kamarafolk szerelmes szám, ami gitárokra, harangjátékra, vonós hangszerekre, programozott dobokra és egy „lélegzet-visszafojtott” refrénre épül. A Champagne Problems egy gyászos ballada, oom-pah zongora-akkordok, arpeggio gitárjáték és kórusének összefonódásából. Egy szenvedő nőről szól, kinek romantikus kapcsolatait nehézzé teszik mentális problémái, aminek következtében elutasítja szerelmét, mikor az megkéri kezét. A Gold Rush gyors kamarapopdal dobokkal, kürtökkel, hegedűkkel, tempóváltásokkal és „álomszerű” refrénnel. Dühöngő versszakai párban jelennek meg, míg a dal végén Swift énekhangja rétegezve hallható. A Gold Rush egy vonzó személyről mesél, felé féltékenységet és bizonytalanságot kifejezve. Ezt ábrándozás formájában jeleníti meg a dal, a szám alanya utálatot fejez ki önmaga felé, amiért cselekvésképtelen lesz, mikor szemben áll szerelmével, egy aranylázhoz hasonlítva.

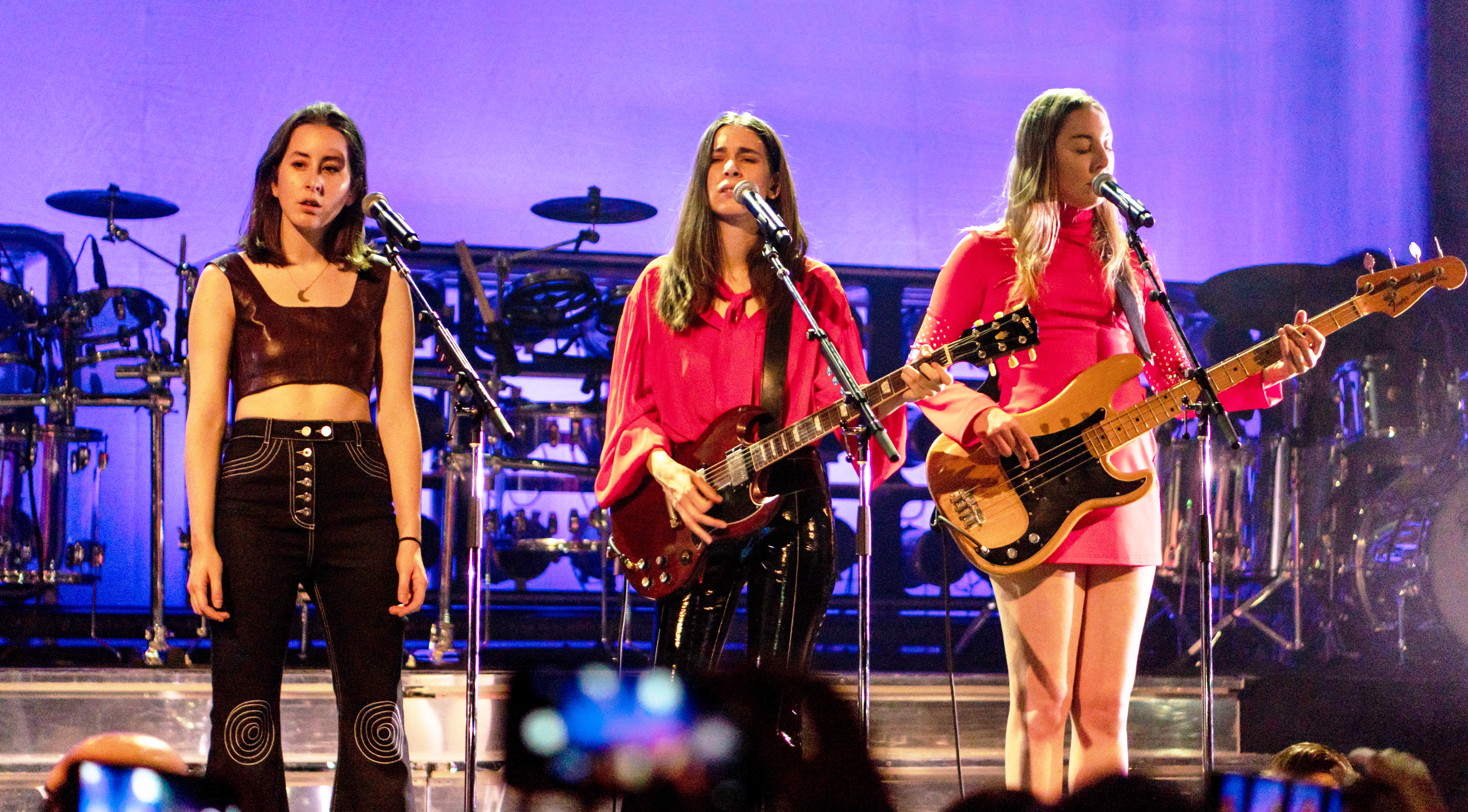
A No Body, No Crime egy gyilkosság történetét elmesélő ballada, amin közreműködött a Haim amerikai együttes (a képen)

A negyedik szám, a ’Tis the Damn Season egy karácsonyi dal, amiben a női narrátor megérkezik szülővárosába, Tupelóba az ünnepekre, ahol összetalálkozik régi szerelmével és egy ágyban kötnek ki este, annak ellenére, hogy tudják, hogy sehova nem fog vezetni felélesztett szerelmük. Egy elektromos gitárra épül, a narrátor neve az albumon később derül ki, a karakter a Dorothea nevet viseli. A Tolerate It egy fiatal nőről szól, aki egy sokkal idősebb férfival él kapcsolatban és leírja belső fájdalmait és haragját, elzárkózott és hálátlan partnere felé. Egy lassan felépülő ballada, ami „tompa” zongorajátékon és feszes szintetizátorokon alapul. A történetet Daphne du Maurier 1939-es regénye, a Rebecca inspirálta. A No Body, No Crime rendőrségi szirénákkal nyit, egy country, pop-rock, country rock-dal, felhasználva a Haim harmóniáit. Egy Este nevű nő bosszúját meséli el, akit meggyilkolt férje, azért, hogy szeretőjével lehessen. A narrátor Este egyik barátja, aki azzal bosszulja meg a nő halálát, hogy megöli a hűtlen férfit.
A Happiness, az album szomorú, hetedik dala, ami „ködös” szintetizátorokra, lábcinre, hegedűre, basszusgitárra, orgonára és zongorára épült ballada. A dalban a narrátor szimpatizál annak alanyával, aki éppen csak túl van egy váláson, elgondolkozik a külön válásról, bocsánatot kér, amiért „megfeledkezett a tények fontosságáról” és bizonygatja, hogy fog újra boldogságot találni életében. Vannak hivatkozások benne A nagy Gatsby regényre. A Dorothea egy americana-dal, ami a ’Tis the Damn Season férfi alanyának szemszögéből íródott, aki Tupelóban lakik, miközben középiskolai szerelme, Dorothea, Los Angeles-be költözik, hogy hollywoodi pályafutását segítse. Elmeséli történeteit a nőről, mint a kihagyott végzős bál, a különélés fájdalma és a vágyakozás Dorothea visszatérésére a vidéki élethez, honky tonk zongora, tamburin és gitár alapon. Hasonló a Bettyhez, hasonló perspektíváinak köszönhetően.
A kilencedik szám, a Coney Island, egy alternatív rock, waltz és indie-folk duett Berningerrel. A dalban a külvárosi élet nosztalgiájáról ír és egy pár emlékeit osztja meg Coney Islandről, Swift énekhangja tökéletes kontrasztot ad Berninger baritonjának. Az Ivy folkdal, „elnyúlt vokállal” és „könnyed refrénnel,” ami egy házas nő hűtlenségét mutatja be, bendzsó, gitár, trombita és Vernon harmóniái segítségével. Leírja vágyakozását titkos szeretője felé és tetteinek következményeit, amik elronthatják az affért, borostyánágakat használva metaforaként, amint azok benőnek egy kőházat, a nő mélyre nyúló kötődését képviselve.
Swift két pénzéhes szélhámosról énekel a tizenegyedik dalon, a Cowboy like Me-n, akik hirtelen szerelmesek lesznek, miközben drága hoteleket járnak be és átverik a gazdagokat. Egy alternatív, country, folk-rock, blues szám, elcsendesített gitárokkal, harmonikával, mandolinnal, zongorával és Mumford háttérénekével. A Long Story Short egy pop elemeket tartalmazó indie rock dal, gitárokkal, vonós hangszerekkel, dobokkal és dobgéppel. Swift visszatér 2017-es Reputation című albumához a dalban, összefoglalva élete legrosszabb pillanatait és az érzelmi gyógyulást, amire szüksége volt. A Marjorie Swift gyászát írja le nagyanyja, Finlay halála után. Az énekesnő tizenhárom éves volt, mikor Finlay elhunyt. Dalszövegében arról ír, hogy milyen tanácsokat adott neki nagyanyja, mikor még élt és részletezi Swift emlékeit és mindent, amit megbánt. A produceri munka a számon „szelíd,” felhasználja Finlay szoprán énekhangját, szintetizátorok, pizzicato vonósok, csellók és „lüktető” billentyűk által létrehozott alapon.
A Closure a tizennegyedik dal, amelyben Swift búcsút vesz a dal alanyától, választ ad önző kérésére, hamis kedvességére és követelőzésére. Egy elektroakusztikus, indusztriális folk dal, ami rézfúvósokra, vonós hangszerekre, zongorára, „zörgő” ütőhangszerekre és szintetizátorokkal létrehozott dobokra alapul. Az album standard verziója a lemez címadó dalával ér véget, egy zongora ballada, ami később felgyorsul, dramatikusabb lesz és csatlakozik hozzá Vernon falzettje. Swift a depresszió, az egyedüllét és a negatív gondolatok témáit dolgozza fel versszakaiban, míg Vernon sokkal optimistább és támogatja az énekesnőt szövegével, segít neki rájönni, hogy fájdalma átmeneti. A lemez deluxe kiadásán még két további szám szerepel: a Right Where You Left Me egy country, folk-pop dal és egy elmúlt, fagyos szerelem sorsáról ír. Ezzel ellentétben az It’s Time to Goban a narrátor arról énekel, hogy mikor kell elhagyni egy kapcsolatot – akár romantikus vagy barátság –, több különböző történetet elmesélve. Ezek mellett található a dalban hivatkozás Swift maszterfelvételeivel kapcsolatos jogi vitára.

## Albumborító és esztétika
Az Evermore vizuális esztétikája télies, a Folklore cottagecore és erdős vidéki világképének karácsonyi verziója. A Time szerint a Folklore némított, őszies hangok és érzelmek palettája, míg az Evermore sokkal téliesebb, hosszantartó szomorúsággal és megbánással. Míg a Folklore szürkeárnyalatos monokróm, az Evermore használ színeket. A The Times of India véleménye szerint az Evermore felöleli az 1960-as évek Laurel Canyonját.
Az Evermore borítóján Swift látható egy sivár mezőn, a kamerának háttal állva, a távolban lévő kopasz fákra nézve. Egy erdős terület szélén áll, míg a Folklore borítóján az erdőben volt látható. A haja francia fonatba van fonva és egy egysoros, barna-narancssárga kockás flanel kabátot visel, amit Stella McCartney divattervező készített. Adam Reed, a L’Oréal brit képviselője méltatta Swift haját és azt mondta, hogy „egyszerű, természetfölötti és időtlen.” A Consequence szerint a borító „egyszerűsége miatt gyönyörű” és Swift egy mezőn áll, „arra bíztatva hallgatóit, hogy az ő szemein keresztül tekintsék meg a tisztást.” Az Evermore megjelenése után a kabát replikái, amit Swift viselt, gyorsan elkeltek a Farfetch weboldalon. Az albumborító 2021 harmadik legtöbbet keresett borítója volt, Kanye West Donda lemeze és Olivia Rodrigo Sourje után.

## Megjelenés és népszerűsítés
Az Evermore 2020. december 11-én jelent meg, két nappal Swift 31. születésnapja előtt, csak streaming platformokon és digitális formában. A Folklore testvéralbuma, ami kevesebb, mint öt hónappal korábban került piacra. Mindkét lemez meglepetés volt, mindössze 16 órával éjféli megjelenésük előtt lettek bejelentve. Ez volt a második alkalom, hogy Swift elhagyta a hosszasan tartó népszerűsítési időszakot egy album megjelenése előtt.
A CD-ket december 18-án adták ki. Az Evermore deluxe kiadásának bónusz számai, a Right Where You Left Me és az It’s Time to Go, amik eredetileg csak a hagyományos zenei formátumokban voltak elérhetők, 2021. január 7-én megjelentek streaming platformokon is. Kazetták és hanglemezek 2021. február 21-én, illetve május 28-án kerültek boltokba. A Billboard információi szerint azért halasztották el ezeknek kiadását, mert az album meglepetés volt és a hanglemezek gyártása hosszú időbe telik. Ezek mellett egyes független lemezboltokban lehetett kapni aláírt CD-ket is.
2020. december 14-én Swift megjelent a Jimmy Kimmel Live! műsorán, hogy népszerűsítse az albumot. Howard Stern Sirius XM-rádióműsorának egy 2020. decemberi epizódjában Paul McCartney megosztotta, hogy Swift a zenész iránti tisztelete miatt eredetileg tervezte elhalasztani lemeze kiadását egy héttel, hogy ne essen egybe a McCartney III december 11-i megjelenési dátumával. Mikor McCartney ezt meghallotta, úgy döntött, hogy elhalasztja december 18-ra a lemezt, hogy Swift az eredeti tervek szerint kiadhassa az Evermore-t. Január 21-én, január 27-én és február 4-én megjelent három, hat dalos válogatás, amik tartalmaztak dalokat a Folklore-ról és az Evermore-ról is, The Dropped Your Hand While Dancing Chapter, The Forever Is The Sweetest Con Chapter, és The Ladies Lunching Chapter címen, streaming platformokon.

### Kislemezek
A Willow volt az Evermore első kislemeze és az albummal egy nap jelent meg, 2020. december 11-én. A dallal egyidőben kiadtak egy videóklipet is, amit Swift rendezett. A kislemez első helyen debütált Ausztráliában, az Egyesült Államokban és Kanadában is. Amerikában ez az énekes hetedik listavezető dala volt, a második 2020-ban, a Cardigan után és a harmadik első helyezett debütálása pályafutása során. A Willow ezek mellett első volt a Hot Alternative Songs, az Adult Top 40 és a Digital Song Sales listákon is. A Billboard adatai szerint az album három dalát küldték el összesen különböző rádióknak, amely stratégiát a Folklore esetében is használtak. A Willow a felnőtt kortárs és poprádiókon kapott helyet 2020. december 14-én és 15-én, a No Body, No Crime country rádiókon 2021. január 11-én, míg a Coney Island felnőtt alternatív rádiókon 2021. január 18-án.

## Kritikák
Az Evermore-t méltatták a zenekritikusok megjelenése után, kiemelték hasonlóságát a Folklore-hoz és méltatták, ahogy Swift átlépte zenei határait. A Metacritic weboldalon, ami 100 pontból ad egy értékelést minden albumnak, szakértői vélemények alapján, 85 pontot kapott a lemez, 29 kritika alapján. Ezen értékelés alapján „széles körben elismert” a lemez.
Swiftet egy páratlan dalszerzőnek nevezve, Brodie Lancaster (The Sydney Morning Herald) úgy érezte, hogy az Evermore mélyebbre utazott az énekesnő által létrehozott fiktív világban és méltatta karaktereinek változatosságát. Az NME írója, Hannah Mylrea véleménye szerint Swift tovább haladt indie stílusváltásával az Evermore-ral, amit a Folklore „korlátozatlan fiatalabb testvére” néven illetett, míg az utóbbi az „önelemző, romantikus nővér.” Mylrea szerint az Evermore sokkal szabadabb és több kísérletezést tartalmaz, bővítve elődje zenei palettáját. Ehhez hasonlóan az American Songwriter is a Folklore-t nevezte az „archetipikus idősebb testvérnek –, aki egy óvatos, reménytelen szerelmes,” míg az Evermore a „bátrabb, rendetlen húg.” Az utóbbit a korábbi hangzásának karácsonyi evolúciójának nevezte. Maura Johnston (Entertainment Weekly) kijelentette, hogy Swift egy „újabb szintre lépett” az Evermore-ral, kockázatokat vállalva és a testvéralbumokat az énekes karrierjének csúcspontjának nevezte.
A Spin szakértője, Bobby Olivier úgy gondolta, hogy az album újrafogalmazta Swift karrierjét, pályafutásának csúcspontját jelölve, amivel csatlakozott „azon dalszerzők panteonjához, akik folyamatosan képesek megfelelni, az elképzelhetetlen elvárások ellenére.” Szerinte az Evermore jobb volt, mint a Folklore. Annie Zaleski (The A.V. Club) szintén az újabb albumot preferálta és megjegyezte, hogy az Evermore folytatja a Folklore által megkezdett „univerzum felépítését,” jobb dalszövegírással és jobb zenei kohézióval. A The Guardian szerzője, Alexis Petridis azt írta, hogy az Evermore-on Swift tovább halad az alternatív rock műfaja felé, eltávolodva a mainstream poptól, amit a Reden (2012) történt váltáshoz hasonlított, a countrytól popra. Hozzáadta, hogy ez bebizonyította, hogy az énekesnő könnyen tud stílusokat váltani. Az albumot őszintének és elmélkedőnek nevezve Neil McCormick (The Daily Telegraph) kiemelte érzelmességét, lassú tempóját és Swift dalszerzési képességeit, megjegyezve, hogy a dalok nem stadionturnékra íródtak. Patrick Ryan (USA Today) méltatta a lemez hangszerelését és eszképista dalszövegeit, kiemelve, hogy az Evermore nem a Folklore maradványai, hanem inkább egy testvér, ami még jobban bemutatja Swift erősségeit. A Rolling Stone-nak írtkritikájában Claire Shaffer úgy érezte, hogy Swift felhasznál új zenei stílusokat és ambíciózus történetmesélést. Méltatta Swift új művészi irányvételét.
A The Independent szakértője, Helen Brown a dalokat kísértőnek és elmélkedőnek nevezte, méltatva „ízléses” kompozícióit. Jason Lipshutz (Billboard) kijelentette, hogy az album sokkal progresszívebb és merészebb, mint a Folklore, de eleinte egy második résznek tűnik. Elmagyarázta, hogy az Evermore mélyebben kutatja a felnőtt szerelem nehézségeit, mint elődje és hallható rajta Swift pályafutásának legbátrabb és legbőségesebb dalszerzése. A Variety kritikusa, Chris Willman méltatta az albumon hallható produceri munkát és Swift sokoldalú énekhangját, kiemelve az impresszionista történetmesélést, ami szerinte csak néhány hallgatás után tűnik fel igazán. Tom Breihan (Stereogum) az Evermore-t egy „téli albumnak” nevezte, hangulatát nyugtatónak. Jon Pareles (The New York Times) méltatta az album hangzását és kiegyensúlyozott dalszövegeit, megjegyezve, hogy több jellemtanulmányt hallhatunk, mint a Folklore-on.
Kevésbé kedvező kritikájában, Kitty Empire (The Observer) méltatta az album érzelmeit és témáit, de úgy érezte, hogy Swiftet „kicsit elnémítja az Evermore-on, a Folklore-hoz hasonlóan a pasztel zene.” A The Washington Post írója Chris Richards túl hosszúnak érezte az albumot, a dalszövegeket kicsit gyengének Swift korábbi munkáihoz képest és nem volt hajlandó 2020-as albumait indie kategóriába helyezni. Mikael Wood (Los Angeles Times) véleménye szerint az albuma Folklore-ról lemaradt dalokat tartalmazza és ismétli a korábbi albumot, de kiemelte a Tolerate It, a Gold Rush, a Champagne Problems, a No Body, No Crime és a Dorothea dalokat, mint pozitívumok.

### Év végi ranglisták
Mire Swift kiadta az albumot, nagyon sok magazin már kiadta év végi listáját 2020 legjobb albumairól. Az Evermore szerepelt több december 11. után kiadott listán is, első helyre helyezte az NJ.com, a USA Today és a Variety is, az utóbbi a Folklore-ral együtt helyezte az élre. Az Evermore 20. volt a Metacritic év végi átlaglistáján.
| Magazin                  | Lista                                       | Helyezés | For.   |
| ------------------------ | ------------------------------------------- | -------- | ------ |
| Financial Times          | 2020 10 legjobb albuma                      | 9        | [ 93 ] |
| Metro Times              | 2020 legjobb új zenéje                      | 2        | [ 94 ] |
| NJ.com                   | Az 50 album, ami megmentett minket 2020-tól | 1        | [ 89 ] |
| Our Culture Mag          | 2020 50 legjobb albuma                      | 4        | [ 88 ] |
| Robert Christgau         | 2020 71 legjobb albuma                      | 20       | [ 95 ] |
| Rolling Stone            | Rob Sheffield 20 kedvenc albuma 2020-ban    | 5        | [ 96 ] |
| Slate                    | The Music Club, 2020                        | 2        | [ 97 ] |
| South China Morning Post | 2020 legjobb albumai                        | 2        | [ 98 ] |
| USA Today                | A 10 legjobb album 2020-ban                 | 1        | [ 90 ] |
| Variety                  | 2020 legjobb albumai                        | 1        | [ 91 ] |

## Kereskedelmi teljesítménye
Annak ellenére, hogy csak digitálisan és streaming platformokon volt elérhető, világszerte több, mint egy millió példányban kelt el az Evermore, amivel Swift sorozatban nyolcadik lemeze lett, ami ezt elérte. Az album összes száma a Billboard Global 200 slágerlista első 75 helyének egyikét foglalta el. Az Evermore és a Folklore-nak köszönhetően Swift 2020 legtöbb streamelt előadója volt az Amazon Music-on. Az International Federation of the Phonographic Industry 2020 legsikeresebb női előadójának nevezte és összességében másodiknak.

### Egyesült Államok
Az Evermore a Billboard 200 első helyén debütált, négy hétig volt az élen. 329 ezer eladott példánnyal nyitotta első hetét, amibe tartozott 220,49 millió stream és 154 ezer eladott digitális album. Ez a legsikeresebb hét volt bármely albumtól az évben, a Folklore megjelenése óta. Swift második listavezető albuma volt 2020-ban és sorozatban nyolcadik első helyen debütáló lemeze, amivel mindössze a harmadik női előadó lett, akinek nyolc listavezető albuma van, Barbra Streisand (11) és Madonna (9) mögött. Tekintve, hogy a megjelenéskor a Folklore harmadik helyezett volt, Swift lett az első nő a slágerlista történetében, akinek egyszerre két lemeze volt az első három helyen. A Folklore és az Evermore debütálásai között 140 nap telt el, amivel Swift kiérdemelte a Guinness világrekordot A legrövidebb eltelt idő női előadó által kiadott két listavezető album között a Billboard 200-on kategóriában. Az album vezette ezek mellett az Alternative Albums slágerlistát is, letaszítva a Folklore-t az első helyről. Az Evermore tizenöt hétig maradt első.
Az album összes dala szerepelt egyszerre a Billboard Hot 100-on. Az Evermore Swift harmadik lemeze lett, aminek összes dala egyszerre szerepelt a slágerlistán, a Lover (2019) és a Folklore után. Swift ezzel a legtöbb Hot 100-on szereplő slágerrel rendelkező női előadó lett 128 dallal, visszaszerezve a rekordot Nicki Minaj-tól. A Willow első helyen történő debütálása után az első előadó lett, aki kétszer is egyszerre volt listavezető a Billboard 200 és Hot 100 listákon, a Folklore és a Cardigan után. Az összes szám szerepelt ezek mellett a Hot Rock & Alternative Songs slágerlistán is, a No Body, No Crime kivételével, ami a Hot Country Songs második helyén nyitott. Annak következtében, hogy a Folklore-ról még mindig szerepelt nyolc dal a listán, Swift egyszerre huszonkét helyet foglalt el a slágerlistán, ami a második legtöbb a Hot Rock & Alternative Songs történetében, a Linkin Park (23) mögött. A Hot Alternative Songs listán tizenhat helyet foglalt el, megdöntve Machine Gun Kelly rekordját.
Annak ellenére, hogy csak két hétig volt elérhető 2020-ban, az Evermore az év egyik legtöbb példányban eladott albuma lett. Nyolcadik helyen szerepelt a Rolling Stone bestseller listáján és tizedik volt az MRC Data rangsorában, 283 ezer példánnyal. A Folklore volt az első helyezett.
2021 áprilisában az Evermore átlépte az egy millió eladott példányt az Egyesült Államokban. Júniusban negyedik hetét töltötte a lista élén, 202 ezer példánnyal, miután megjelent hanglemez formátumban is. Ebből 192 ezer hagyományos hanghordozók eladásából származott, ezzel megelőzve saját, 2021-es eladási hetét a Fearless (Taylor’s Version)-nel. Ez Swift pályafutásának 53. listavezető hete volt, amivel tovább növelte rekordját, mint a Billboard 200 történetének legsikeresebb női előadója és mindössze a The Beatles és Elvis Presley mögött. Az albumból 102 ezer hanglemez kelt el ugyanezen a héten, megdöntve Jack White rekordját a Lazaretto (40 000) albummal, ami így messze a legsikeresebb eladási hét lett az MRC Data 1991-es alapítása óta. Az Evermore 2021 legtöbb példányban elkelt CD és hanglemez albuma lett. 2021 júliusában az év legsikeresebb lemeze lett, 374 ezer példánnyal. Összességében 818 ezer példánnyal zárt.
Az Evermore első volt a Billboard 2021-es év végi Top Album Sales és Top Alternative Albums listáin, illetve negyedik volt az évzáró Billboard 200-ranglistán is. Swift első helyezett volt a Billboard 200 Artist, a Billboard 200 Female Artist, a Top Album Sales Artist, a Top Alternative Artist és a Top Alternative Albums Artist listákon is. 529 ezer hagyományos eladott példányával az Evermore hatodik volt a 2021-ben legtöbb példányban elkelt albumok listáján, három másik Swift-albummal (a Red (Taylor’s Version), a Fearless (Taylor’s Version) és a Folklore) együtt az első tíz helyen.

### További piacok
Kanadában az Evermore első helyen nyitott a Billboard Canadian Albums listán, Swift nyolcadik kanadai listavezetőjeként és a második 2020-ban. Az album három hetet töltött a lista élén. A lemez összes dala az első ötven hely egyikén debütált a Canadian Hot 100 listán, a Closure (57.) kivételével. A Willow Swift hetedik kanadai első helyezett slágere volt, a Champagne Problems hatodik, a No Body, No Crime tizenegyedik, a ’Tis the Damn Season 13., a Gold Rush tizennegyedik, a Tolerate It pedig 18. volt. 2021-ben az Evermore az ország hetedik legtöbb példányban elkelt lemeze volt.
Ausztráliában Swift egy időben foglalta el az album-, és a kislemezlista első helyét is. Az Evermore első helyen debütált az ARIA Albums Chart listán, amivel az énekes hetedik listavezetője lett. Tizenkilenc héttel a Folklore első helyezése után szerepelt ismét az lista élén, amivel rekordot döntött a legrövidebb eltelt időért két listavezető album között, megdöntve az Ariana Grande (Sweetener és Thank U, Next) által beállított 25 hetes rekordot. A Willow első helyen debütált az ARIA Singles Charton, tizenegy másik dallal együtt, ami az énekes szintén hetedik első helyezettje volt. Az Evermore nyolc hetet töltött sorozatban az első helyen, amivel a Folklore-ral együtt Swift második legtovább listavezető albuma lett az országban, a 1989 (11 hét) mögött.
Az Egyesült Királyságban az Evermore két hétig volt a UK Albums Chart élén. Ezzel Swift lett a női előadó, akinek a legkevesebb idő kellett hat listavezető album megszerzéséhez (2012–2020) az országban, megelőzve Madonnát (1997–2008) és az első női előadó lett, aki a 21. században hat listavezető albumot tudott kiadni. A lemez a második listavezetője volt az országban 2020-ban, a Folklore után, amivel az első előadó lett, akinek David Bowie (2016) óta egy évben több albuma is első helyezett lett. Az Evermore ezek mellett vezette a hanglemezlistát és az Americana Albums listát is. Az Official Singles Chart listán a Willow harmadik lett, Swift tizenegyedik dala, ami elérte az első öt helyet. A Champagne Problems és a No Body, No Crime 15. és 19. helyen végeztek. Az ország legtöbb példányban elkelt americana-lemeze volt 2021-ben.
Új-Zélandon az album a Top 40 lista élén debütált, míg a Willow, a Champagne Problems, a No Body, No Crime és a Gold Rush harmadik, huszonnegyedik, huszonkilencedik és harmincnegyedik helyet értek el a kislemezlistán. Malajziában a Willow és a Champagne Problems második és tizenötödik helyen nyitottak, míg Szingepúrban az első és tizenhatodik pozíciókban. A Gold Rush és a No Body, No Crime szintén szerepeltek a szingapúri listákon.
Az Evermore sok európai területen hetekkel megjelenése után érte el legmagasabb pozícióját. Első helyen debütált Horvátországban 2021 januárjában és Flandriában a Ultratop 200-on töltött hatodik hetében érte el az első helyet, miután második helyen debütált. Sorozatban ötödik listavezető albuma volt ez Swiftnek a belga régióban. Második helyet érte el még Írországban harmadik hetében, debütáló hetét a harmadik helyen nyitotta. Ezzel Swift sorozatban hatodik albuma lett, ami az első három helyen nyitott és a hét legtöbbet streamelt és letöltött lemeze volt. Ezzel egyidőben a Willow szintén harmadik volt a kislemezlistán, a Champagne Problems (hatodik) és a No Body, No Crime (tizenegyedik) dalokkal együtt. Swift slágereinek száma, amik elérték a lista első ötven helyét, harmincnyolcra emelkedett a dalok megjelenésével. Skóciában az Evermore ötödik helyen nyitott, de 25 hét után harmadik helyen volt legmagasabb pozíciója. Németországban 24. helyen nyitott és a következő héten hatodikra emelkedett, majd 2021 júniusában ötödikre. Ezek mellett első helyezett volt a görög albumlistán 2021 augusztusában.
Magyarországon csak 2021 harmadik hetében szerepelt először a listán, a 28. helyen nyitva. Második hetében a huszadik pozícióra ugrott fel, ami egyben a legjobb helyezése volt. Ez után még kétszer szerepelt a listán, nem egymást követő hetekben. A Willow kilencedik helyet ért el a Single Top 40 listán.

## Az album hagyatéka és díjai

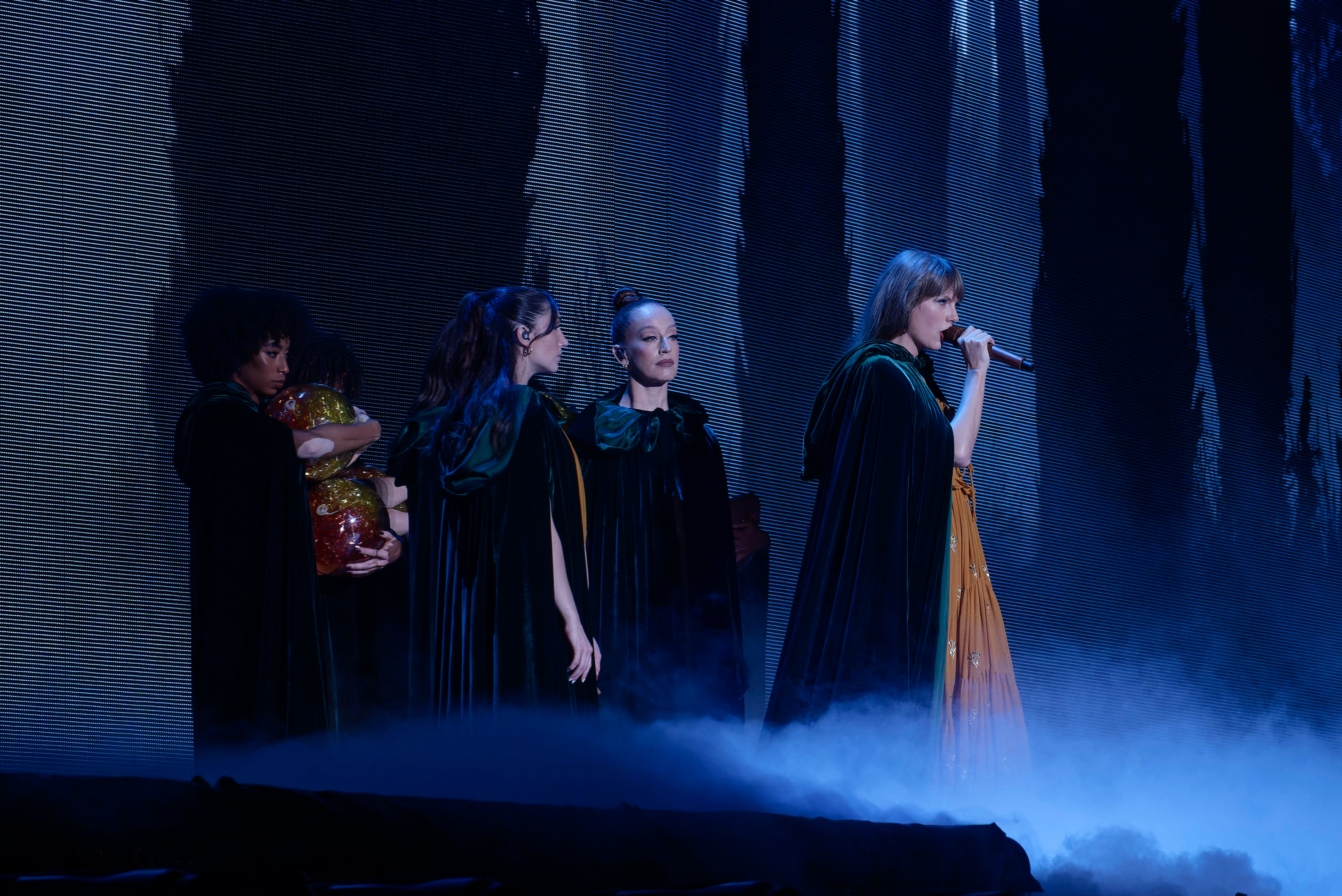
Swift The Eras Tour turnéján, az Evermore-felvonás közben

Több szakértő és méltatta, ahogy Swift sikeres tudott lenni az Evermore-ral, ilyen rövid idővel a Folklore megjelenése után. A Variety olyan együttesekhez hasonlította a teljesítményt, mint a The Beatles és a U2, míg a Rolling Stone Prince 1987-es évéhez és David Bowie 1977-es évéhez hasonlította. A Vulture meglepetésnek nevezte, hiszen Swift ismert hosszas népszerűsítési időszakokról lemezei megjelenése előtt. Az Our Culture Mag és az NJ.com kiemelt az énekesnő „művészi elkötelezettségét,” hiszen ebben az időszakban vette fel újra első hat albumát is. A The Sydney Morning Herald a „pandémiai produktivitás királynője” néven illette. A The New York Times írói szerint az album kulcsfontosságú pillanat volt Swift pályafutásában és kreativitásának kimutatásában. A The Guardian és a Vox is azon a véleményen volt, hogy a Folklore és az Evermore kiemelte Swift munkamorálját, segítette szakértőnek meglátni zenészi képességeit és, hogy elfogadják, mint egy elkötelezett énekes, eltávolodva a 2010-es évek közepén szerzett popsztár imidzsétől. A Billboard ezt a két albumot adta példának, hogy a pandémia mennyire megváltoztatta a zeneipart 2020-ban és arra kényszerített előadókat, hogy megváltoztassák kreatív folyamataikat. A CNN és a The Times Swiftet a pandémia egyik legkiemelkedőbb hírességének nevezte. Swift volt a 2020-ban az Egyesült Államokban és a világon legtöbb bevétellel rendelkező szólózenész, az Evermore-ból és a Folklore-ból érkező bevételeinek köszönhetően, amik a Junkee szerint alternatív kísérletezések voltak, amiket Swift hírneve mainstreammé tett.
A 2021-es American Music Awards-díjátadón az Evermore megnyerte a Kedvenc pop/rockalbum-díjat, ami Swift rekordnak számító hetedik jelölése és negyedik győzelme volt a kategóriában. Ezek mellett jelölték az Év előadója és a Kedvenc pop/rock női előadó kategóriában is, a utóbbit megnyerte, szintén rekordnak számító hatodik alkalommal. A 64. Grammy-gálán az Evermore jelölve volt az Év albuma díjra, ami Swift ötödik jelölése volt a kategóriában a Fearless (2008), a Red (2012), a 1989 (2014) és a Folklore után.
Mia Dimšić horvát énekesnő az Evermore-t nevezte inspirációjának a Guilty Pleasure dal megírására, amivel országát képviselte a 2022-es Eurovíziós Dalfesztiválon. Christina Perri amerikai énekesnő is hasonlóan nyilatkozott, azt mondva, hogy az Evermore-nak és a Folklore-nak köszönhetően döntött úgy, hogy őszinte, szomorúbb dalokat kezdjen el írni, a zeneipar elvárásainak ellenére. Az Evermore megjelenése után Gracie Abrams, Ed Sheeran, King Princess és Girl in Red is dolgozott együtt Dessnerrel saját stúdiójában. Dessner azt nyilatkozta, hogy „Taylor után elképzelhetetlen volt, hogy mennyien léptek velem kapcsolatba. És az, hogy találkozhattam és írhattam dalokat olyan zenészekkel, akikhez egyébként nem lett volna hozzáférésem... Nagyon hálás vagyok érte.”
2023-ban Swift megkezdte The Eras Tour turnéját, ami tíz felvonásból áll, a harmadik az Evermore.
| Díjátadó               | Év   | Kategória                                                                             | Eredmény | For.    |
| ---------------------- | ---- | ------------------------------------------------------------------------------------- | -------- | ------- |
| Guinness Világrekordok | 2020 | A legrövidebb eltelt idő két listavezető album között a Billboard 200-on (női előadó) | Elnyerte | [ 169 ] |
| American Music Awards  | 2021 | Kedvenc pop/rockalbum                                                                 | Elnyerte | [ 170 ] |
| ARIA Music Awards      | 2021 | Legjobb nemzetközi előadó (Evermore)                                                  | Elnyerte | [ 171 ] |
| Grammy-díj             | 2022 | Az év albuma                                                                          | Jelölve  | [ 163 ] |
| Juno-díj               | 2022 | Az év nemzetközi albuma                                                               | Jelölve  | [ 172 ] |

## Evermore Park-per
2021. február 2-án a utah-i Pleasant Grove-ban található Evermore Park vidámpark beperelte Swiftet, amiért megsértette EVERMORE védjegyét, azzal a céllal, hogy megakadályozzák Swiftet attól, hogy használja a szót és több millió dolláros kártérítést követeltek. A park 2020. december 29-én küldött egy jogsértés abbahagyására irányuló felszólítást az énekesnek, aminek nem volt hajlandó engedelmeskedni csapata, azt válaszolva, hogy „Ügyfele weboldalának forgalma megemelkedett Ms. Swift legutóbbi albumának megjelenésének következtében, ami ennek következtében csak segítette ügyfelét.” A park azt vitatta, hogy Swift albumának címe megzavarta vendégeit és nehezebbé tette megtalálását különböző platformokon. A bírósági dokumentumok szerint a park látogatói többször is megkérdezték a személyzetet, hogy a létesítmény közreműködés-e az előadóval és az Evermore bejelentésének napján a kattintások száma weboldalukon megugrott 330%-kal, ezzel negatív hatást gyakorolva annak „Google-lábnyomára.” Azt is megemlítették, hogy a park által eladott áruk és a park által streaming platformokra feltöltött zene, ami az EVERMORE védjegy alatt szerepel, szintén „nehezebben megtalálhatóak” az albumnak köszönhetően.
Swift jogi csapata tagadta a vádakat és alaptalannak nevezte a pert. Az általuk beadott indítványban azt írták, hogy „lehetetlen összekeverni az ön ügyfelének vidámparkját és annak kapcsolódó áruit Ms. Swift zenéjével és kapcsolódó áruival,” hozzátéve, hogy a park árucikkei, mint a „kis sárkánytojások” egyáltalán nem hasonlóak a Swift weboldalán eladottakhoz. A Billboardnak adott interjújában Swift szóvivője a pert „komolytalannak” nevezte és megkérdőjelezte „valós szándékát,” kiemelve, hogy egy, a Utah Business által kiadott cikk szerint a park alapítója és vezérigazgatója, Ken Bretschneider és az Evermore Group „legalább öt peres eljárással áll szemben, amit annak építészei indítottak, azt mondva, hogy 28 és 400 ezer dollár közötti összeggel tartoznak nekik [...] Kisebb cégek, akik dolgoztak a park megépítésén, szintén indítottak legalább 20 eljárást az Evermore ellen.”
2021. február 24-én a TAS Rights Management, a Swift védjegyével foglalkozó cég beperelte a parkot, amiért a vádak szerint engedély nélkül felhasználták Swift Love Story, You Belong with Me és Bad Blood című számait a parkjukban. A TAS szerint a park „figyelmen kívül hagyta a BMI által küldött értesítéseket és helyette folytonosan profitált a dalok ingyenes és engedély nélküli használatából, annak ellenére, hogy tisztában voltak a felelősségükkel és a büntetésekkel,” amiket a Copyright Act következményeképpen kaphattak volna. Kiemelték, hogy Bretschneider kapcsolatba lépett a BMI céggel, hogy „visszamenőleg engedélyt kapjon az összes előadásért 2018 és 2021 között,” arra készülve, hogy Swift be fogja perelni.
2021 márciusában Swift szóvivője bejelentette, hogy a két fél megegyezett, hogy „bármilyen kifizetés nélkül visszalépnek peres eljárásaiktól.”

## Számlista
| Evermore | Evermore                                       | Evermore                              | Evermore                             | Evermore | Evermore | Evermore | Evermore | Evermore | Evermore |
|          | Cím                                            | Szerző(k)                             | Producer(ek)                         | Hossz    |          |          |          |          |          |
| -------- | ---------------------------------------------- | ------------------------------------- | ------------------------------------ | -------- | -------- | -------- | -------- | -------- | -------- |
| 1.       | willow                                         | Taylor Swift Aaron Dessner            | A. Dessner                           | 3:34     |          |          |          |          |          |
| 2.       | champagne problems                             | Swift William Bowery                  | Swift A. Dessner                     | 4:04     |          |          |          |          |          |
| 3.       | gold rush                                      | Swift Jack Antonoff                   | Swift Antonoff                       | 3:05     |          |          |          |          |          |
| 4.       | ’tis the damn season                           | Swift A. Dessner                      | A. Dessner                           | 3:49     |          |          |          |          |          |
| 5.       | tolerate it                                    | Swift A. Dessner                      | A. Dessner                           | 4:05     |          |          |          |          |          |
| 6.       | no body, no crime (a Haim közreműködésével)    | Swift                                 | Swift A. Dessner                     | 3:35     |          |          |          |          |          |
| 7.       | happiness                                      | Swift A. Dessner                      | A. Dessner                           | 5:15     |          |          |          |          |          |
| 8.       | dorothea                                       | Swift A. Dessner                      | A. Dessner                           | 3:45     |          |          |          |          |          |
| 9.       | coney island (a The National közreműködésével) | Swift Bowery A. Dessner Bryce Dessner | A. Dessner B. Dessner                | 4:35     |          |          |          |          |          |
| 10.      | ivy                                            | Swift A. Dessner Antonoff             | A. Dessner                           | 4:20     |          |          |          |          |          |
| 11.      | cowboy like me                                 | Swift A. Dessner                      | A. Dessner                           | 4:35     |          |          |          |          |          |
| 12.      | long story short                               | Swift A. Dessner                      | A. Dessner                           | 3:35     |          |          |          |          |          |
| 13.      | marjorie                                       | Swift A. Dessner                      | A. Dessner                           | 4:17     |          |          |          |          |          |
| 14.      | closure                                        | Swift A. Dessner                      | A. Dessner BJ Burton James McAlister | 3:00     |          |          |          |          |          |
| 15.      | evermore (a Bon Iver közreműködésével)         | Swift Bowery Justin Vernon            | Swift A. Dessner                     | 5:04     |          |          |          |          |          |
| 60:38    |                                                |                                       |                                      |          |          |          |          |          |          |

| Evermore – Deluxe kiadás | Evermore – Deluxe kiadás | Evermore – Deluxe kiadás | Evermore – Deluxe kiadás | Evermore – Deluxe kiadás | Evermore – Deluxe kiadás | Evermore – Deluxe kiadás | Evermore – Deluxe kiadás | Evermore – Deluxe kiadás | Evermore – Deluxe kiadás |
|                          | Cím                      | Szerző(k)                | Producer(ek)             | Hossz                    |                          |                          |                          |                          |                          |
| ------------------------ | ------------------------ | ------------------------ | ------------------------ | ------------------------ | ------------------------ | ------------------------ | ------------------------ | ------------------------ | ------------------------ |
| 16.                      | right where you left me  | Swift A. Dessner         | A. Dessner               | 4:05                     |                          |                          |                          |                          |                          |
| 17.                      | it's time to go          | Swift A. Dessner         | A. Dessner               | 4:15                     |                          |                          |                          |                          |                          |
| 68:58                    |                          |                          |                          |                          |                          |                          |                          |                          |                          |

| Evermore – Japán deluxe kiadás | Evermore – Japán deluxe kiadás                | Evermore – Japán deluxe kiadás | Evermore – Japán deluxe kiadás | Evermore – Japán deluxe kiadás | Evermore – Japán deluxe kiadás | Evermore – Japán deluxe kiadás | Evermore – Japán deluxe kiadás | Evermore – Japán deluxe kiadás | Evermore – Japán deluxe kiadás |
|                                | Cím                                           | Szerző(k)                      | Producer(ek)                   | Hossz                          |                                |                                |                                |                                |                                |
| ------------------------------ | --------------------------------------------- | ------------------------------ | ------------------------------ | ------------------------------ | ------------------------------ | ------------------------------ | ------------------------------ | ------------------------------ | ------------------------------ |
| 18.                            | willow (Dancing Witch version) (Elvira remix) | Swift A. Dessner               | Elvira Anderfjärd              | 3:04                           |                                |                                |                                |                                |                                |
| 19.                            | willow (Lonely Witch version)                 | Swift A. Dessner               | A. Dessner                     | 3:34                           |                                |                                |                                |                                |                                |
| 74:36                          |                                               |                                |                                |                                |                                |                                |                                |                                |                                |

| Evermore – Rajongói kiadás | Evermore – Rajongói kiadás | Evermore – Rajongói kiadás | Evermore – Rajongói kiadás | Evermore – Rajongói kiadás | Evermore – Rajongói kiadás | Evermore – Rajongói kiadás | Evermore – Rajongói kiadás | Evermore – Rajongói kiadás | Evermore – Rajongói kiadás |
|                            | Cím                        | Szerző(k)                  | Producer(ek)               | Hossz                      |                            |                            |                            |                            |                            |
| -------------------------- | -------------------------- | -------------------------- | -------------------------- | -------------------------- | -------------------------- | -------------------------- | -------------------------- | -------------------------- | -------------------------- |
| 18.                        | willow (90’s Trend remix)  | Swift A. Dessner           | Kane Cooper Ernie Lake     | 3:45                       |                            |                            |                            |                            |                            |
| 72:03                      |                            |                            |                            |                            |                            |                            |                            |                            |                            |

Megjegyzések
- Az összes cím a feltüntetett módon stilizálva

## Közreműködők
A Tidal, a Pitchfork és az albumjegyzetek alapján.

### Zenészek
| - Taylor Swift – énakhang, dalszerző, producer (2, 3, 6, 15) - Aaron Dessner – producer (1, 2, 4–17), dalszerző (1, 4, 7–14, 16, 17), dobgép programozás (1, 4–5, 7, 9–17), ütőhangszerek (1, 10–12), billentyűk (1, 5, 7, 11–12, 16–17), szintetizátorok (1–2, 4, 6–7, 9–12, 14–17), zongora (1–2, 4–8, 11, 13–15, 17), elektromos gitár (1, 4, 6–12, 16–17), basszusgitár (1, 4–10, 12, 14, 16–17), akusztikus gitár (1–2, 4, 6–13, 16–17), basszus szintetizátor (2, 10–13, 17), mandolin (6), felvételek (6), tamburin (8), Nashville-hangolt gitár (9–10), dobfelszerelés (10), gumihidas gitár (10), drone (13), bendzsó (16) - Bryce Dessner – producer (9), dalszerző (9), hangszerelés (1, 4–5, 7, 9–17), zongora (9, 14), pulse (9), elektoromos gitár (12) - James McAlister – szintetizátorok (1, 5, 10, 12, 14), dobgép programozás (1, 5, 10, 12), ütőhangszerek (5), billentyűk (5, 10), Vermona pulse (13), dobfelszerelés (14, 16) - Bryan Devendorf – ütőhangszerek (1, 10, 13), dobgép programozás (1, 5, 9–10, 13, 17), dobfelszerelés (9, 12) - Yuki Numata Resnick – hegedű (1, 4–5, 7, 9–17) - Clarice Jensen – cselló (1, 4, 5, 9–13, 15, 17) - Jason Treuting – harangjáték (1), ütőhangszerek (5, 9, 13), dobfelszerelés (9), crotales (12, 15), fémütőhangszerek (12), akkordrúd (13–14, 17) - Alex Sopp – fuvola (1, 15) - CJ Camerieri – kürt (1) - Thomas Bartlett – billentyűk (1, 4, 7, 8, 16–17), szintetizátorok (1, 4, 7, 8, 10, 17), zongora (8, 16–17) - William Bowery – dalszerző (2, 9, 15), zongora (15) - Logan Coale – basszus (2, 10–11, 14–15) - Jack Antonoff – producer (3), dalszerző (3, 10), dobok (3), ütőhangszerek (3), basszusgitár (3), elektromos gitár (3), akusztikus gitár (3), slide gitár (3), zongora (3), Mellotron (3), háttérénekes (3) - Mikey Freedom Hart – DX7 (3), elektromos gitár (3), klasszikus gitár (3), Rhodes zongora (3), cseleszta (3) | - Sean Hutchinson – dobok (3) - Michael Riddleberger – dobok (3) - Evan Smith – kürt (3) - Patrik Berger – OP–1 (3) - Bobby Hawk – hegedű (3) - Nick Lloyd – orgona (4, 16) - Josh Kaufman – harmónium (4, 16), lap steel gitár (4, 6, 11), elektromos gitár (6, 8, 16), akusztikus gitár (8), orgona (6), harmonika (6, 11, 16), mandolin (11) - Benjamin Lanz – harsona (4, 10), kürt hangszerelés (4), moduláris szintetizátor (8, 10) - Danielle Haim – vokál (6) - Este Haim – vokál (6) - JT Bates – dobfelszerelés (6–8, 10, 17), ütőhangszerek (8, 16–17) - Ryan Olson – Allovers Hi-Hat Generator (7, 13, 17) - Matt Berninger – vokál (9) - Scott Devendorf – basszusgitár (9), zsebzongora (9) - Justin Vernon – háttérénekes (10, 13), triangulum (10), dobfelszerelés (10–11, 14), bendzsó (10), elektromos gitár (10–11, 17), Prophet X (13), Messina (14), szintetizátorok (15), felvételek (15), vokál (15), basszusgitár (17), akusztikus gitár (17) - Kyle Resnick – trombita (10, 12, 14, 17) - Marcus Mumford – háttérénekes (11) - Marjorie Finlay – háttérénekes (13) - Trever Hagen – trombita (14), no-input keverő (14) - BJ Burton – további produceri munka (14) - James McAlister – további produceri munka (14) - Gabriel Cabezas – cselló (14–15) - Dave Nelson – harsona (14, 17) - Stuart Bogie – klarinét (15), fuvola (15) - Jonathan Low – dobgép programozás (16) |

További hangszerfelvételek
| - Kyle Resnick – hegedű (1, 4–5, 7, 9–17) - Bobby Hawk – hegedű (3) | - Aaron Dessner – vermona pulse (13) - Robin Baynton – zongora (Bowery a 15. számon) |

### Utómunka
| - Taylor Swift – executive producer - Jonathan Low – felvételek (1–2, 4–17), vokál felvételek (1–5; 6, 9; 10–14; 15; 17), keverés (összes) - Aaron Dessner – felvételek (1–2, 4–17) - Greg Calbi – maszterelés - Steve Fallone – maszterelés - Laura Sisk – felvételek (3), vokál felvételek (8) | - John Rooney – asszisztens hangmérnök (3) - Jon Sher – asszisztens hangmérnök (3) - Ariel Rechtshaid – vokál felvételek (Danielle és Este Haim a 6. dalon) - Matt DiMona – vokál felvételek (Danielle és Este Haim a 6. dalon) - Robin Baynton – vokál felvételek (7; Swift a 9. számon; Mumford a 11. számon; 16) - Sean O'Brien – vokál felvételek (Berninger a 9. számon) - Justin Vernon – vokál felvételek (a Bon Iver a 15. számon) |

### Dizájn
- Beth Garrabrant – fényképész

Jegyzetek
1. 1 2 3 4 5 6 7 8 9 10 11 12 13 14 15 16 17 18 19  Ez az előadó saját hangszereit is felvette.

## Slágerlisták
| Slágerlista (2020–2022)                       | Legmagasabb pozíció |
| --------------------------------------------- | ------------------- |
| Argentína (CAPIF)                             | 1                   |
| Ausztrália (ARIA Top 50 Albums)               | 1                   |
| Ausztria (Ö3 Austria Top 40)                  | 2                   |
| Belgium (Ultratop Flandria)                   | 1                   |
| Belgium (Ultratop Vallónia)                   | 20                  |
| Csehország (ČNS IFPI Albums Top 100)          | 8                   |
| Dánia (Hitlisten Album Top 40)                | 2                   |
| Egyesült Királyság (UK Albums Chart)          | 1                   |
| Egyesült Királyság (UK Americana Albums)      | 1                   |
| Egyesült Királyság (Scottish Albums)          | 3                   |
| Finnország (Musiikkituottajat Albumit Top 50) | 7                   |
| Franciaország (SNEP Album Top 100)            | 51                  |
| Görögország (IFPI)                            | 1                   |
| Hollandia (Dutch Charts Album Top 100)        | 3                   |
| Horvátország (HDU International Albums)       | 1                   |
| Írország (IRMA)                               | 2                   |
| Izland (Plötutíðindi)                         | 18                  |
| Japán (Billboard Japan Hot Albums)            | 19                  |
| Japán (Oricon)                                | 16                  |
| Kanada (Billboard Canadian Albums Chart)      | 1                   |
| Lengyelország (ZPAV Album Top 50)             | 46                  |
| Litvánia (AGATA)                              | 5                   |
| Magyarország (MAHASZ Top 40 albumlista)       | 20                  |
| Németország (Offizielle Top 100)              | 5                   |
| Norvégia (VG-lista Album Top 40)              | 3                   |
| Olaszország (FIMI)                            | 26                  |
| Portugália (AFP Top 30 Albums)                | 1                   |
| Spanyolország (PROMUSICAE)                    | 11                  |
| Svájc (Schweizer Hitparade Top 100 Albums)    | 4                   |
| Svájc (Romandie)                              | 5                   |
| Svédország (Sverigetopplistan Top 60 Albums)  | 3                   |
| Szlovákia (ČNS IFPI)                          | 20                  |
| USA Billboard 200                             | 1                   |
| USA Top Alternative Albums (Billboard)        | 1                   |
| USA Top Rock & Alternative Albums (Billboard) | 5                   |
| Új-Zéland (Recorded Music NZ Top 40 Albums)   | 1                   |

| Slágerlista (2020) | Pozíció |
| ------------------ | ------- |
| Ausztrália (ARIA)  | 47      |

| Slágerlista (2021)                     | Pozíció |
| -------------------------------------- | ------- |
| Ausztrália (ARIA)                      | 15      |
| Belgium (Ultratop Flanders)            | 23      |
| Dánia (Hitlisten)                      | 45      |
| Egyesült Királyság (OCC)               | 31      |
| Hollandia (Album Top 100)              | 71      |
| Írország (IRMA)                        | 21      |
| Kanada (Billboard)                     | 9       |
| Németország (Offizielle Top 100)       | 65      |
| Portugália (AFP)                       | 62      |
| Spanyolország (PROMUSICAE)             | 55      |
| Svájc (Schweizer Hitparade)            | 56      |
| USA Billboard 200                      | 4       |
| USA Top Alternative Albums (Billboard) | 1       |
| Új-Zéland (RMNZ)                       | 24      |

| Slágerlista (2022)                     | Pozíció |
| -------------------------------------- | ------- |
| Ausztrália (ARIA)                      | 59      |
| Belgium (Ultratop Flanders)            | 99      |
| Egyesült Királyság (OCC)               | 76      |
| USA Billboard 200                      | 68      |
| USA Top Alternative Albums (Billboard) | 6       |

## Minősítések
| Régió | Minősítés    | Eladott példányszám |
| --- | ------------ | ------------------- |
| Ausztrália (ARIA) | Aranylemez   | 35 000‡             |
| Ausztria (IFPI Austria)                                                                                                 | Aranylemez   | 7 500‡              |
| Belgium (BEA) | Aranylemez   | 10 000‡             |
| Dánia (IFPI Danmark) | Platinalemez | 20 000‡             |
| Egyesült Államok (RIAA)                                                                                                 | Platinalemez | 1 000 000‡          |
| Egyesült Királyság (BPI)                                                                                                | Platinalemez | 300 000‡            |
| Kanada (Music Canada)                                                                                                   | Aranylemez   | 40 000‡             |
| Lengyelország (ZPAV) | Aranylemez   | 10 000‡             |
| Norvégia (IFPI Norway)                                                                                                  | Aranylemez   | 10 000*             |
| Spanyolország (PROMUSICAE)                                                                                              | Aranylemez   | 20 000‡             |
| Új-Zéland (RMNZ) | Platinalemez | 15 000‡             |
| * Eladási példányszámok kizárólag a minősítés alapján. ‡ Eladási+streaming példányszámok kizárólag a minősítés alapján. |              |                     |

## Kiadások
| Régió              | Dátum              | Formátum                     | Kiadás          | Kiadó                 | For.            |
| ------------------ | ------------------ | ---------------------------- | --------------- | --------------------- | --------------- |
| Világszerte        | 2020. december 11. | digitális letöltés streaming | Eredeti         | Republic              | [ 178 ]         |
| Egyesült Királyság | 2020. december 18. | CD                           | Deluxe          | EMI                   | [ 247 ]         |
| Egyesült Államok   | 2020. december 18. | CD                           | Deluxe          | Republic              | [ 248 ]         |
| Világszerte        | 2021. január 7.    | digitális letöltés streaming | Deluxe          | Republic              | [ 249 ]         |
| Japán              | 2021. január 22.   | CD                           | Japán deluxe    | Universal Music Japan | [ 250 ] [ 251 ] |
| Brazília           | 2021. január 29.   | CD hanglemez                 | Deluxe          | Universal             | [ 252 ]         |
| Világszerte        | 2021. február 21.  | magnókazetta                 | Deluxe          | Universal             | [ 253 ]         |
| Világszerte        | 2021. május 28.    | hanglemez                    | Deluxe          | EMI                   | [ 254 ] [ 255 ] |
| Egyesült Államok   | 2021. június 3.    | digitális letöltés           | Rajongói kiadás | Republic              | [ 256 ]         |